# Colinas del Don
Las colinas del Don o alturas del Don (del ruso: Донска́я гряда́) es una llanura elevada de bajos relieves situada en el óblast de Volgogrado y el óblast de Rostov del sur de Rusia, junto a la frontera ucraniana. 
Las colinas del Don se extienden latitudinalmente a lo largo de la orilla derecha del curso del Don. Por el nordeste marca su límite el valle del Don, y por el sureste el valle del Chir. La divisoria de aguas entre ambos está desplazada hacia el Don, hacia el norte. Las vertientes meridionales de la elevación está formada por pendientes suaves, mientras que las septentrionales son escalonadas y abruptas. Las colinas están formadas por creta, roca caliza y depósitos arenoso-arcillosos. El tipo de relieve predominante es ondulada y en cuesta, así como barrancos y zonas kársticas.
Las colinas del Don alcanzan los 250 m de altitud sobre el nivel del mar, aunque las altitudes promedio son de entre 150 y 200 m. Las partes más bajas corresponden al nivel del río Don, donde ronda los 40 m de altitud.
Los principales ríos que nacen en las colinas, tributarios directos o indirectos del Don, son el Chir y el Kalitvá.